# Vřeskovice
Vřeskovice (deutsch Brzeskowitz, 1939–45 Heidefeld) ist eine Gemeinde in Tschechien. Sie liegt sieben Kilometer südwestlich von Přeštice und gehört zum Okres Klatovy.

## Geographie
Vřeskovice befindet sich im Schwihauer Bergland (Švihovská vrchovina) am Bach Vřeskovický potok. Nördlich erhebt sich die Skočická mýť (505 m), im Nordosten der Řípec (440 m), östlich die Lužanská hora (500 m) und die Hora (461 m), im Südosten die Stramchyně (543 m), südwestlich die Stříbrnice (540 m), im Westen der Dubí (488 m) sowie nordwestlich der Holý vrch (481 m). Durch den Ort führt die Staatsstraße II/182 zwischen Merklín und Borovy.
Nachbarorte sind Horušany, Oplot und Dlouhá Louka im Norden, Mstice, Lužany und Zelená Hora im Nordosten, Nezdice und Borovy im Osten, Stropčice, Jíno und Červené Poříčí im Südosten, Vodotečský Dvůr, Lhovice und Hůrka im Süden, Ježovy, Kámen, Zderaz und Křenice im Südwesten, Biřkov, Ptenín und Bolkov im Westen sowie Otěšice und Roupov im Nordwesten.

## Geschichte
Das Dorf ist wahrscheinlich eine Gründung der Herren von Drslavice. Der einem Zweig dieses Geschlechts entstammende Vladike Ota von Biřkov gebrauchte anlässlich des Verkaufs der oberen Mühle in Křenice an das Kloster Chotěšov 1339 erstmals das Prädikat von Vřeskovice.
Die erste urkundliche Erwähnung des Dorfes Wrzieskouicz erfolgte im Jahre 1352. Auf einer nahegelegenen Kuppe lag die Ansiedlung Schönanger bzw. Krásný Úpor. Zum Ende des 14. Jahrhunderts wurde das Dorf als Brzieskouicze bezeichnet.
Die Herren von Vřeskovice hielten das Gut bis zur Mitte des 15. Jahrhunderts. Ab 1455 gehörte die Feste Vřeskovice mit den Dörfern Vřeskovice, Mstice und Krásný Úpor den Herren Raupowsky von Ruppau auf Roupov. Die Feste verlor damit ihre Bedeutung als Herrensitz und lag seit dem 16. Jahrhundert wüst. Der überschuldete Johann IV. von Ruppau musste die Herrschaft Ruppau mit der Burg und dem Städtchen Ruppau einschließlich des Meierhofes, der Schäferei und der Brauerei, den Dörfern und Meierhöfen Vřeskovice und Mstice, der wüsten Feste und dem Dorf Biřkov sowie dem Dorf Kbel im Jahre 1607 an den Oberstlandschreiber des Königreichs Böhmen, Johann von Klenau auf Janovice und |Žinkovy, verkaufen. Dieser vererbte den Besitz 1616 an seinen Sohn Wilhelm von Klenau. Im Jahre 1655 erbte Hartmann Maximilian von Klenau, einer von Wilhelms vier Söhnen, die Herrschaft Ruppau mit der Burg, der Städtchen und dem Hof Ruppau, der Feste und dem Hof Dolní Nezdice sowie den Dörfern Vřeskovice, Jíno, Kaliště, Mstice und Biřkov. Ihm folgte 1675 dessen minderjähriger Sohn Franz Hartmann, der die Herrschaft 1704 an Johann Georg Freiherr von der Hauben verkaufte. Damit wurde Vřeskovice Teil der Herrschaft Kronporitschen. 1717 fiel der kaiserliche Feldmarschallleutnant von der Hauben in der Schlacht von Belgrad. Seine Tochter Franziska Augusta und ihr Mann Maximilian Joseph Graf von Törring-Jettenbach-Raenkam brachten die Herrschaft Kronporitschen weiter empor. Die zunehmende Überschuldung zwang ihren Sohn Norbert von Törring-Jettenbach-Raenkam zur öffentlichen Versteigerung der Herrschaft, aus der sie Clemens Franz de Paula von Bayern erwarb. Maximilian Joseph III. von Pfalz-Zweibrücken, dem die Herrschaft seit 1795 gehörte, musste 1805 mit der Annahme der bayerischen Königswürde seine Besitzungen in Böhmen an Erzherzog Ferdinand von Salzburg abtreten. Im Jahre 1815 wurden durch einen Familienvertrag des Hauses Habsburg-Lothringen die dem Großherzog von Toskana zustehenden böhmischen Herrschaften Reichstadt, Politz, Ploschkowitz, Tachlowitz, Buschtiehrad, Swollinowes, Kronporitschen und Katzow unter dem Titel Herzogtum Reichstadt vereint. Kaiser Franz I. von Österreich überschrieb dieses 1818 seinem Enkel Napoleon Franz Bonaparte, der daraufhin den Titel eines Herzogs von Reichstadt führte. 1824 wurde die Herrschaft Kronporitschen an Großherzog Leopold von Toskana übertragen. Bis zur Mitte  des 19. Jahrhunderts blieb das Dorf nach Kronporitschen untertänig.
Nach der Aufhebung der Patrimonialherrschaften bildete Vřeskovice t. Břeskovice/Brzeskowitz ab 1850 mit dem Ortsteil Mstice eine Gemeinde im Gerichtsbezirk Přestitz. Ab 1868 gehörte die Gemeinde zum Bezirk Přestitz. Nach dem Zusammenbruch der k.u.k. Monarchie und der Gründung der Tschechoslowakei 1918 wurde das dem österreichischen Kaiserhaus gehörige k.u.k. Fondsgut Kronporitschen durch den tschechoslowakischen Staat konfisziert. 1906 wurde in Vřeskovice ein Postamt eröffnet, das bis 1936  bestand. Im Jahre 1920 hatte die Gemeinde 524 Einwohner, beim Zensus von 1921 waren es bereits 549. Seit 1924 wird Vřeskovice als tschechischer Ortsname verwendet. Im Jahre 1930 lebten in dem Dorf 587 Menschen. Die Straße nach Lhovice entstand 1932. Der Dorfteich auf dem Dorfanger wurde 1938 zubetoniert. Im Zuge der Gemeindegebietsreform wurde Vřeskovice 1961 nach Borovy eingemeindet und dem Okres Klatovy zugeordnet. 1971 lebten in den 105 Häusern des Ortes 366 Personen. Zwischen 1976 und 1990 gehörten Vřeskovice und Mstice als Ortsteile zu Švihov. Die Schule in Vřeskovice wurde 1981 geschlossen. Seit dem 24. November 1990 bildet Vřeskovice wieder eine eigene Gemeinde.

## Gemeindegliederung
Die Gemeinde Vřeskovice besteht aus den Ortsteilen Mstice (Mstitz, 1939–45 Mistitz) und Vřeskovice (Brzeskowitz, 1939–45 Heidefeld). Grundsiedlungseinheit ist Vřeskovice. Zu Vřeskovice gehört außerdem die Einschicht Hůrka (Hurka).

## Sehenswürdigkeiten
- Kirche des hl. Johannes des Täufers
- Statue des hl. Johannes von Nepomuk